# Провулок Уласа Самчука (Житомир)
Прову́лок Уласа Самчука  — провулок у Богунському районі Житомира. Названий на честь українського письменника, журналіста та редактора Уласа Самчука.

## Розташування
З'єднує вулиці Олени Теліги та Родини Гамченків в напрямку на північний схід, між вулицею Святого Йоана Павла ІІ та 3-м Західним провулком.
Довжина провулка — 140 метрів.

## Історія
До 19 лютого 2016 року називався 1-й провулок Чкалова. Відповідно до розпорядження Житомирського міського голови від 19 лютого 2016 року № 112 «Про перейменування топонімічних об'єктів та демонтаж пам'ятних знаків у м. Житомирі», перейменований на провулок Уласа Самчука.